# Parapegma

Riproduzione dello schema di un parapegma del III/IV secolo

Nella storia dell'astronomia un parapegma (pl. parapegmata), in greco παραπήγμα, è un calendario astrometeorologico, che associa eventi astronomici, come levate e tramonti eliaci di una stella fissa o solstizi/equinozi, con condizioni meteorologiche ad essi associate o da essi causate.
I parapegmata possono trovarsi in opere letterarie come il libro 18 della Naturalis Historia di Plinio, il libro 12 del De re rustica di Columella o essere raccolti in un trattato. Secondo Diogene Laerzio "Parapegma" era il titolo di un'opera perduta di Democrito. Anche Claudio Tolomeo scrisse un trattato, intitolato "Fasi delle stelle fisse e raccolta di cambiamenti meteorologici" (Φάσεις ἀπλανῶν ἀστέρων καὶ συναγωγὴ ἐπι σημασιῶν) di cui resta solo il libro II. Egli credeva che la meteorologia fosse una branca dell'astrologia; le condizioni meteorologiche sarebbero state causate da eventi astronomici e la loro imperfetta correlazione era dovuta all'influenza degli altri corpi celesti.
La parola parapegma indica in greco antico una tavola in legno o in pietra con dei fori corrispondenti ai giorni del mese e in cui vengono inseriti dei pioli per registrare gli eventi. I parapegmata infatti sono più antichi dei testi letterari con cui vennero sintetizzate le osservazioni astrometeorologiche raccolte e memorizzate con i primi parapegmata.